# Mitterbuch (Buch am Buchrain)

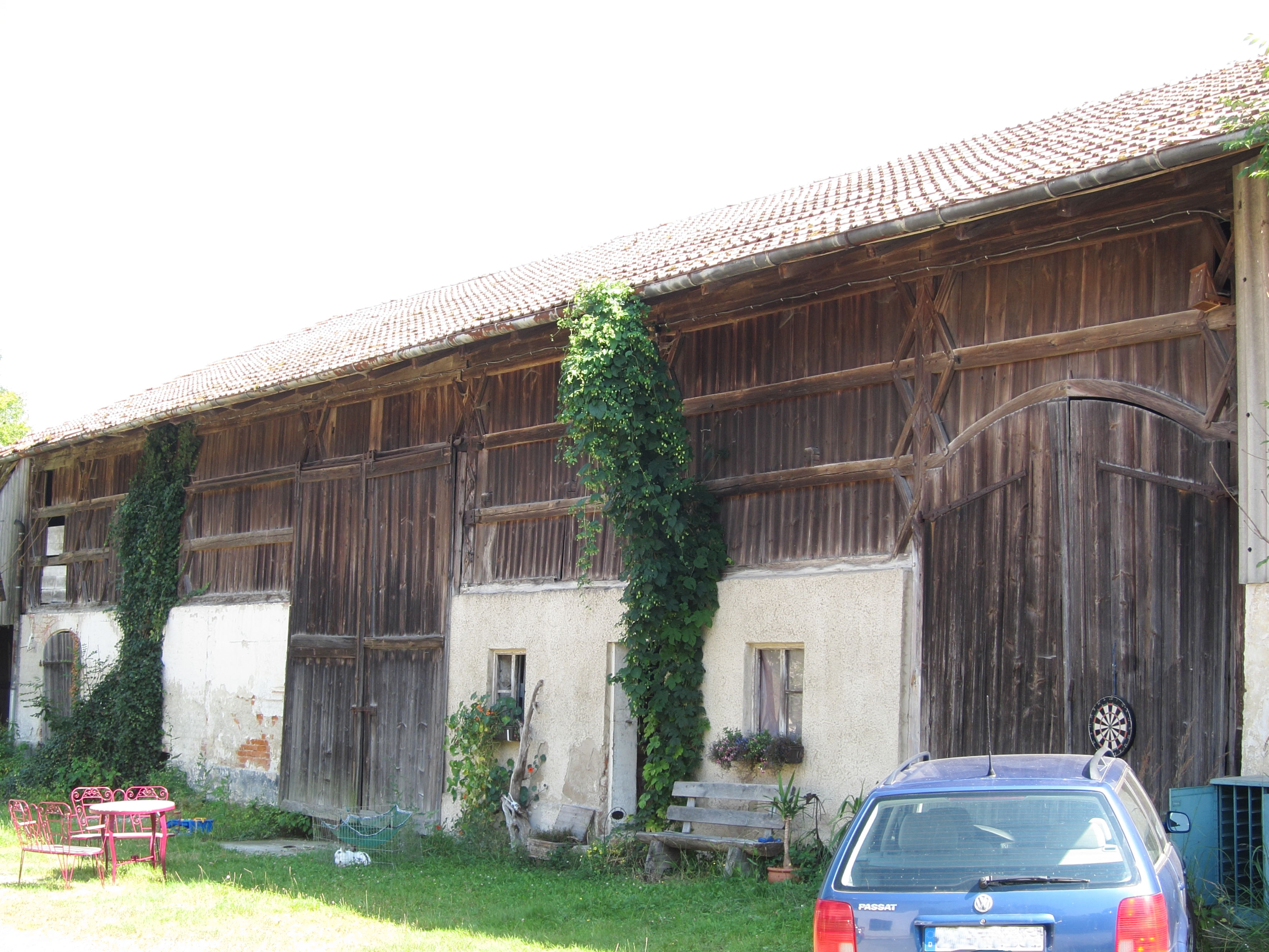
Mitterbuch 14, Stadl

Mitterbuch ist ein Gemeindeteil des Gemeinde Buch am Buchrain im oberbayerischen Landkreis Erding. 

## Lage
Das Dorf Mitterbuch liegt am Hammerbach, 1,2 bis 2,2 Kilometer südlich von Buch.

## Denkmalschutz
Das zweigeschossige Wohnstallhaus mit Satteldach und der stattliche Riegel-Bundwerkstadel des Parallelhofs Mitterbuch 14 stammen beide aus dem 18./19. Jahrhundert. Die beiden Gebäude unter Denkmalschutz und sind in der Liste der Baudenkmäler in Buch aufgeführt.

## Bevölkerungsentwicklung
Um 1861 lebten in Mitterbuch 114 Einwohner in 27 Gebäuden. In der Nachkriegszeit des Zweiten Weltkriegs stieg die Bevölkerungszahl auf 165 Einwohner. Im Mai 1987 lebten dort 95 Einwohner in 26 Wohnhäusern, von denen eines in zwei Wohnungen aufgeteilt war.
| Jahr      | 1861 | 1871 | 1925 | 1950 | 1970 | 1987 |
| Einwohner | 114  | 95   | 144  | 165  | 109  | 95   |